# Смирнова, Александра Павловна
Александра Павловна Смирнова (до замужества Кулешова; 12 апреля 1932, Липецк — 12 января 2007, Москва) — советская спортсменка, трёхкратная чемпионка СССР (1957—1959) и двукратная чемпионка Европы (1957, 1958) по академической гребле. Мастер спорта СССР (1957). Заслуженный мастер спорта России (2005).

## Биография
Родилась 12 апреля 1932 года в Липецке. Выросла в городе Данков Рязанской (ныне Липецкой) области. С 1949 года жила в Москве, где занималась академической греблей в спортивных обществах «Красное Знамя» и «Труд». В разные годы тренировалась под руководством Сергея Соснина и Василия Багрецова.
Наиболее значимых результатов добивалась во второй половине 1950-х годов, когда трижды становилась чемпионкой СССР и дважды выигрывала золотые медали чемпионатов Европы в классе четвёрок парных. 
В 1960 году завершила свою спортивную карьеру. С 1976 по 1987 год занималась тренерской деятельностью в СДЮШОР по академической гребле «Стрелка» МГС ДСО «Труд». Была награждена медалью «Ветеран труда».
Умерла 12 января 2007 года в Москве. Похоронена на Пятницком кладбище.